# Wasserwerk Bockum

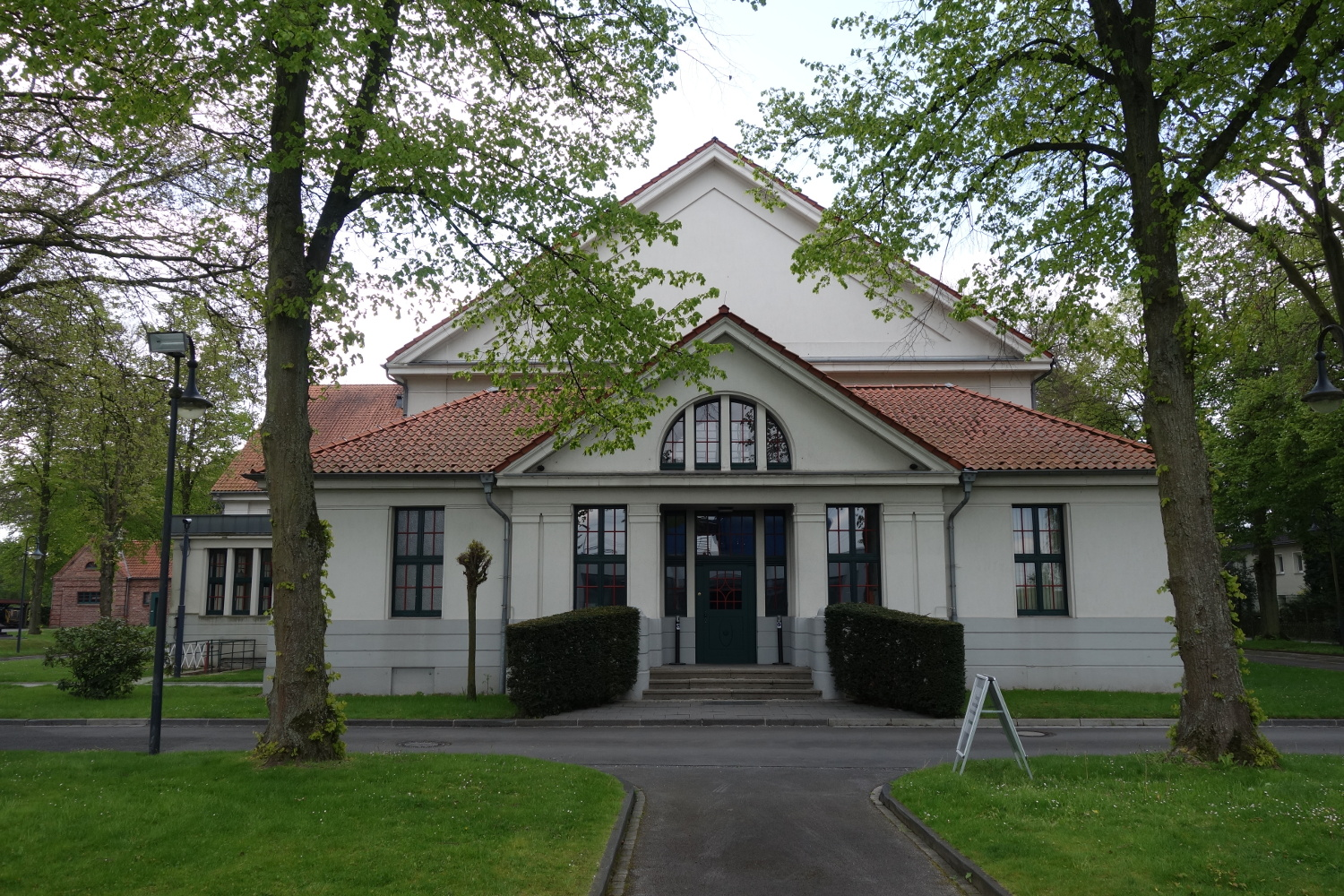
Wasserwerk Bockum, Portikus – Eingang zum Maschinenhaus

Das Wasserwerk Bockum befindet sich in Düsseldorf-Wittlaer, im dortigen, namensgebenden Ortsteil Bockum. Es förderte von 1912 bis 1989 mittels Hebergalerien und einer Vakuumleitung Grundwasser, um es als Trinkwasser in das Versorgungsnetz der Stadtwerke Duisburg einzuspeisen. Heute sind die denkmalgeschützten Einbauten erhalten, sie können bei besonderen Veranstaltungen besichtigt werden. Ein neues Wasserwerk befindet sich in unmittelbarer Nähe.

## Geschichte
Durch den aufstrebenden Ruhrbergbau wuchs die Duisburger Bevölkerung Anfang des 20. Jahrhunderts rasant an. Die Duisburger Stadtwerke hatten zur Versorgung mit Trinkwasser bereits 1875 mit dem Wasserwerk Aakerfähre auch ein Rohrleitungsnetz in Betrieb genommen. Das zweite Wasserwerk (daher wird Bockum auch Wasserwerk II genannt) wurde nach ersten Probebohrungen 1907/08 auswärts in Bockum geplant, weil in unmittelbarer Umgebung von Duisburg die größten Flächen bereits durch Industrie- oder Siedlungsbau belegt waren, die Flächen in Bockum preiswert erworben werden konnten und die Grundwassermenge und -qualität dort sehr gut waren. Erst später wurde Bockum nach Düsseldorf eingemeindet. Die rechtsrheinische Wassergewinnung für Duisburg umfasste außerdem noch die Anlagen in Wittlaer und auf dem Wittlaerer Werth sowie die Filterbrunnen in Kaiserswerth.
Das Gebiet in Bockum wurde auch wegen des Wasserreichtums durch den Zufluss der Anger an diesem Ort geplant. Die quartären Rheinsande filtern das Grundwasser, welches mittels Hebergalerien über eine Vakuumleitung aus Vertikalfilterbrunnen gehoben wurde. Der 1910 bis 1911 erbaute neoklassizistische Gebäudekomplex mit Portikus, Maschinen- und Kesselhaus ist weitgehend erhalten geblieben. In der großen Halle befinden sich noch die drei betriebsfähige Doppelzylinderverbunddampfmaschinen, die durch Hoch- und Niederdruckzylinder sowie Vakuumpumpbetrieb gleich dreifach die Dampfkraft ausnutzten. Sie erreichten eine Tagesförderleistung von 30.000 m³ Trinkwasser. Zwei der Dampfmaschinen wurden 1912 von der Maschinenfabrik Thyssen und der Stuttgarter Maschinen- und Kessel-Fabrik G. Kuhn erbaut, eine weitere 1914 von der Ascherslebener Maschinenbau Actien-Gesellschaft.
Nach der Stilllegung 1989 und dem Abbau der Kessel ist immer wieder eine Nutzung als Museum im Gespräch. Sie scheitert aber an der Lage des Wasserwerks im besonders geschützten Wassergewinnungsgebiet, welches den Zugang streng reglementiert. Zu besonderen Terminen wie dem Tag des offenen Denkmals, Firmenevents, Hausmesse oder sonstige Veranstaltungen kann der historische Bau aber besichtigt oder gemietet werden.

## Dampfmaschinen

### Maschine 1

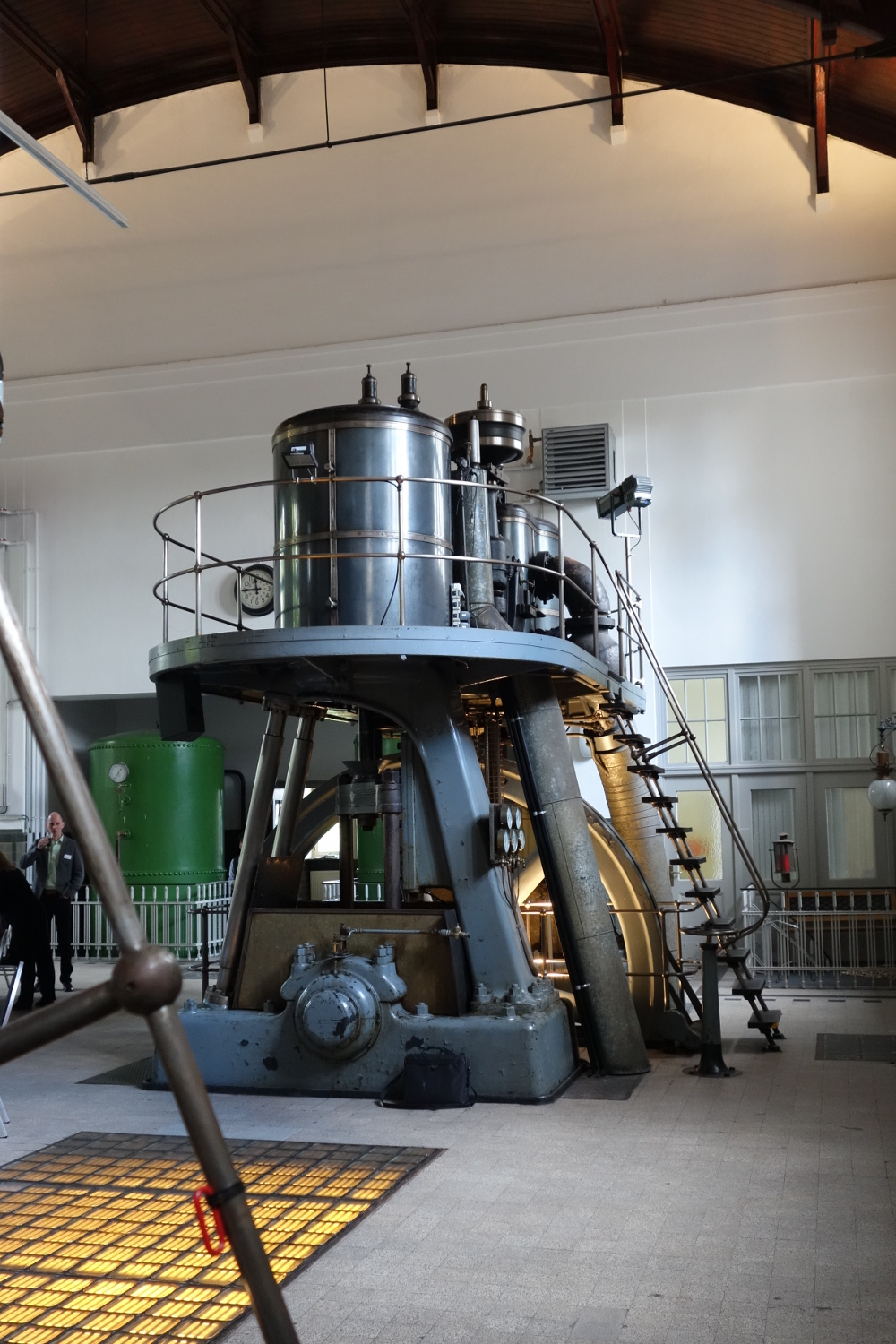
Maschine 1

| Typ                 | Stehende Verbunddampfmaschine mit Zwillingskolbenpumpe |
| Hersteller          | Maschinenfabrik Thyssen & Co / Mülheim a.d. Ruhr       |
| Baujahr             | 1912                                                   |
| Fabriknummer        | 354                                                    |
| Zylinder            | 1 Hochdruckzylinder 12 - 1,5 bar Dampfdruck            |
|                     | 1 Niederdruckzylinder 1,5 - 0,7 bar Dampfdruck         |
| Zylinderdurchmesser | Hochdruckzylinder 600 mm                               |
|                     | Niederdruckzylinder 1000 mm                            |
| Zylinderhub         | 800 mm                                                 |
| Antriebsleistung    | 500 PS                                                 |
| Förderleistung      | 1600 m3/h                                              |

### Maschine 2

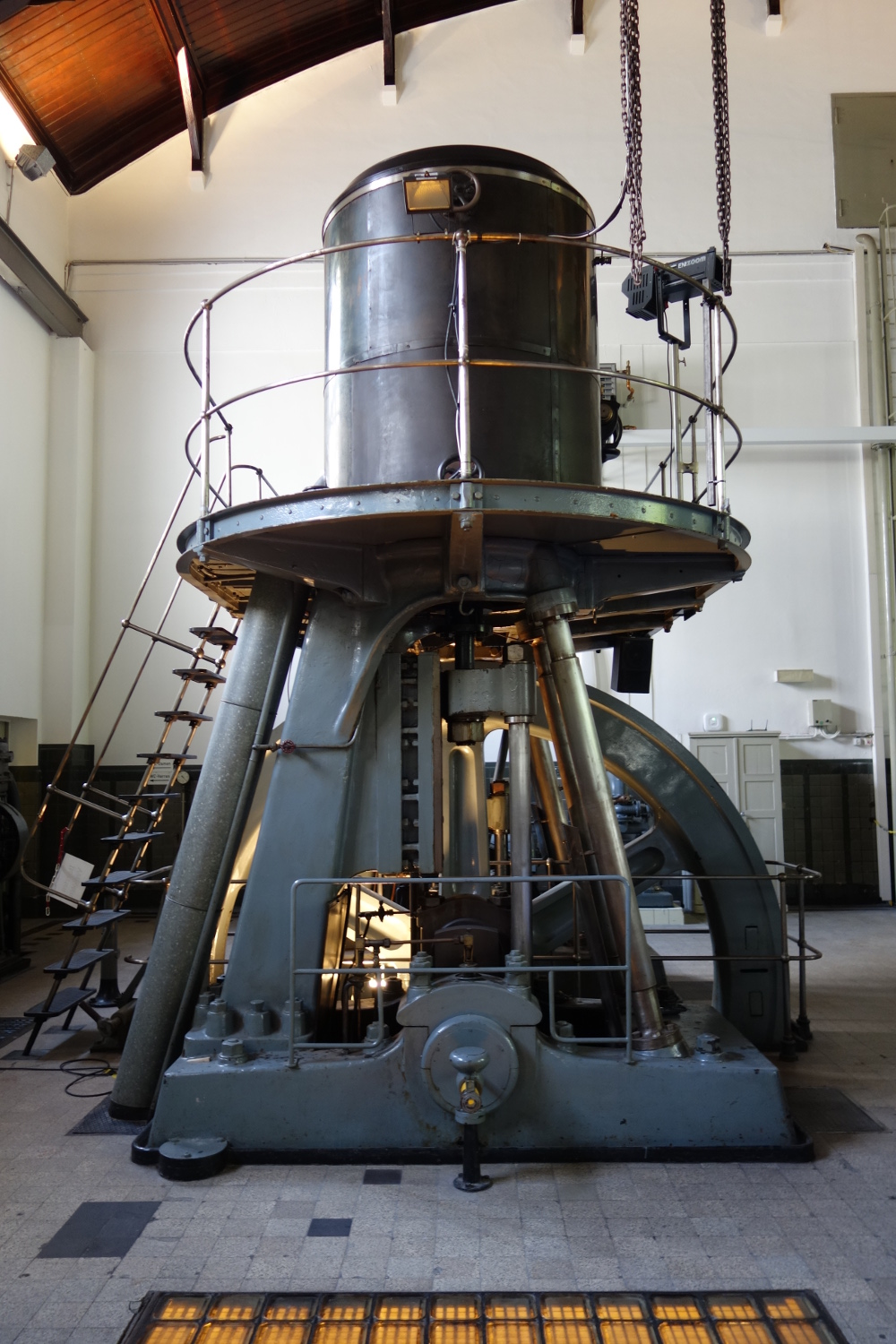
Maschine 2

| Typ                 | Stehende Verbunddampfmaschine mit Zwillingskolbenpumpe  |
| Hersteller          | Maschinenfabrik Esslingen G. Kuhn GmbH / Stuttgart-Berg |
| Baujahr             | 1912                                                    |
| Fabriknummer        | 3947/48                                                 |
| Zylinder            | 2 Hochdruckzylinder 12 bar Dampfdruck                   |
| Zylinderdurchmesser | 500 mm und 800 mm                                       |
| Zylinderhub         | 850 mm                                                  |
| Antriebsleistung    | 500 PS                                                  |
| Förderleistung      | 1800 m3/h                                               |

### Maschine 3

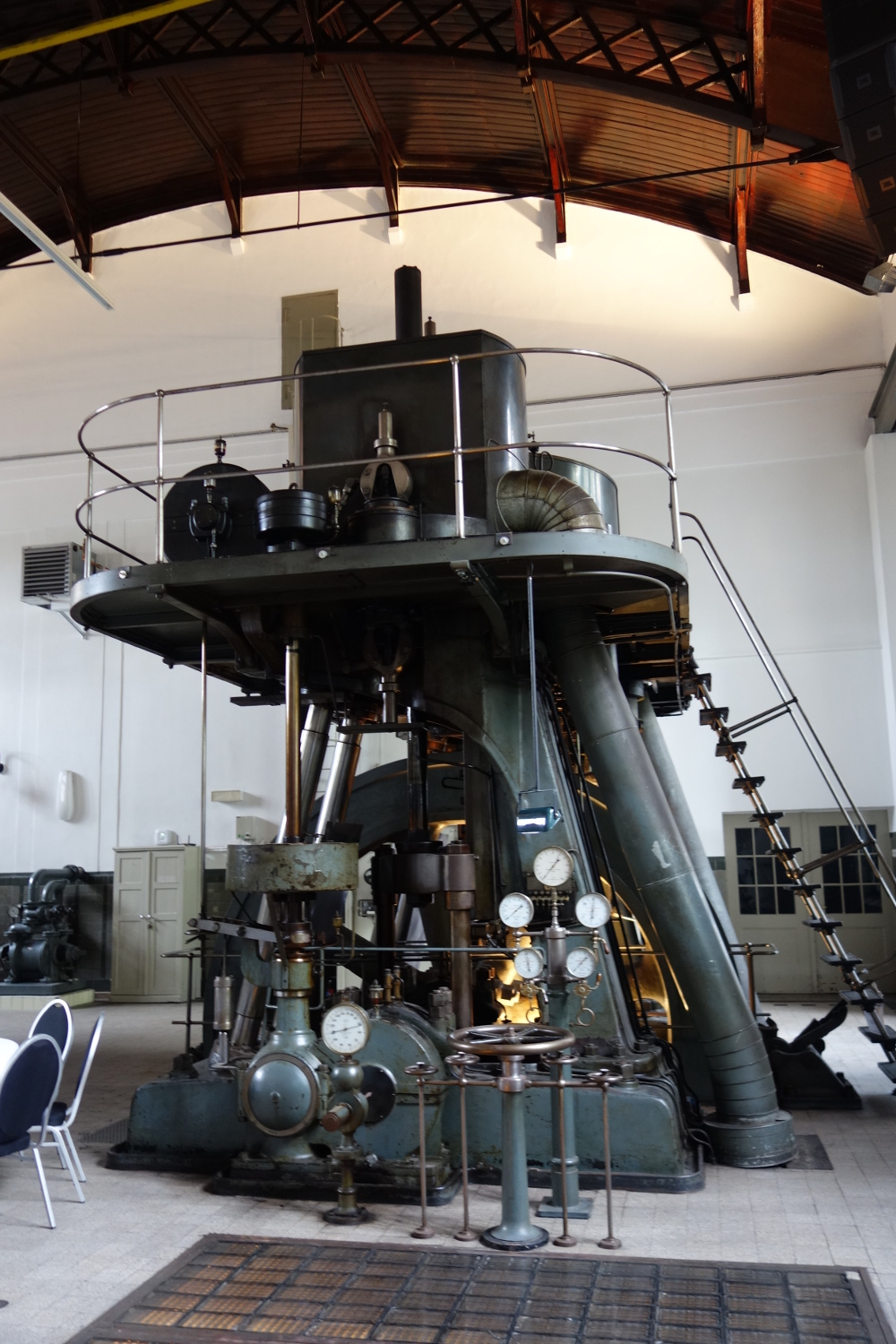
Maschine 3

| Typ                 | Stehende Verbunddampfmaschine mit Zwillingskolbenpumpe           |
| Hersteller          | Ascherslebener Maschinenfabrik-Aktiengesellschaft / Aschersleben |
| Baujahr             | 1914                                                             |
| Fabriknummer        | 811                                                              |
| Zylinder            | 1 Hochdruckzylinder 12 - 1,5 bar Dampfdruck                      |
|                     | 1 Niederdruckzylinder 1,5 - 0,7 bar Dampfdruck                   |
| Zylinderdurchmesser | Hochdruckzylinder 700 mm                                         |
|                     | Niederdruckzylinder 1200 mm                                      |
| Zylinderhub         | 800 mm                                                           |
| Antriebsleistung    | 1000 PS                                                          |
| Förderleistung      | 2400 m3/h                                                        |

## Galerie

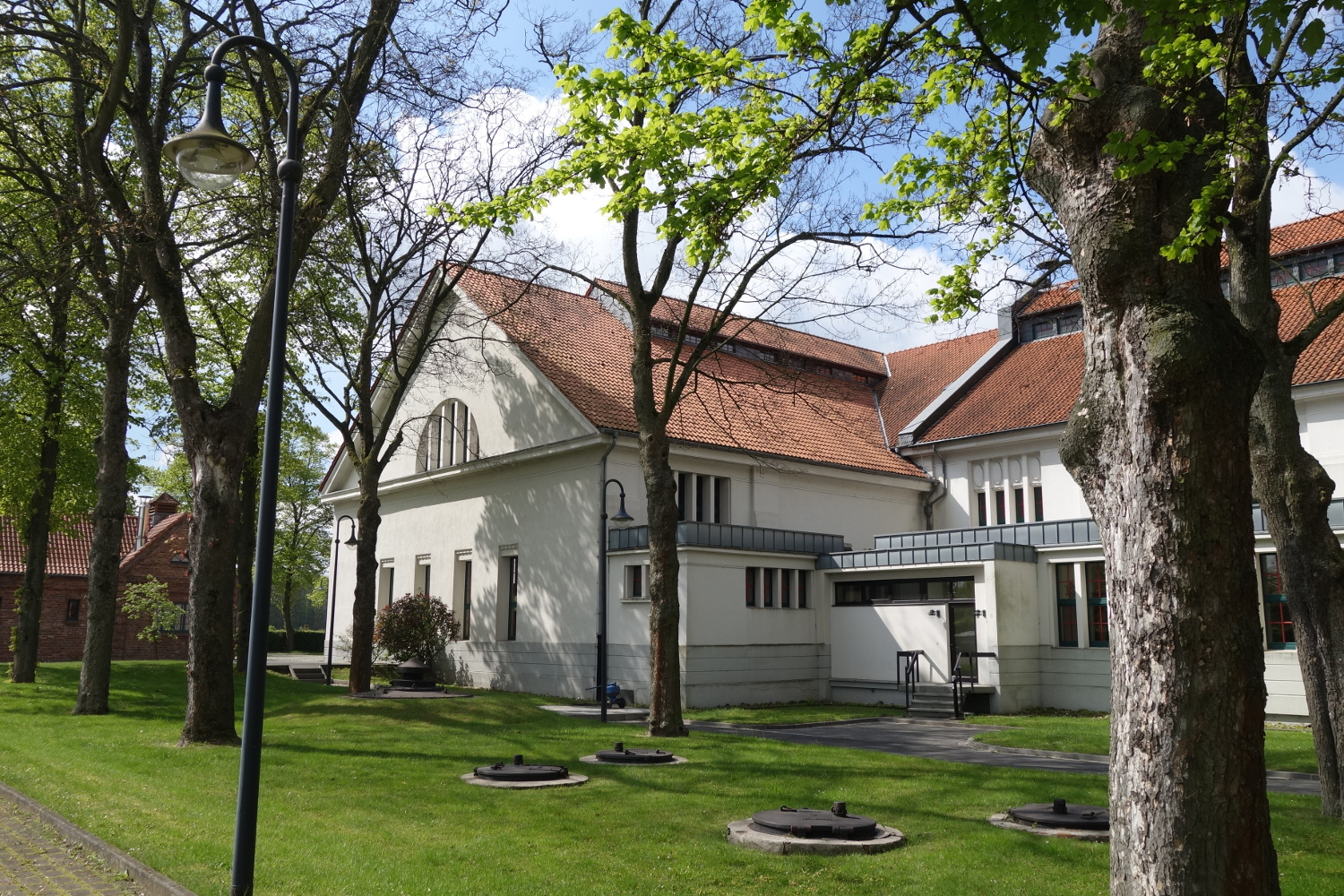
Kesselhaus, Ostseite
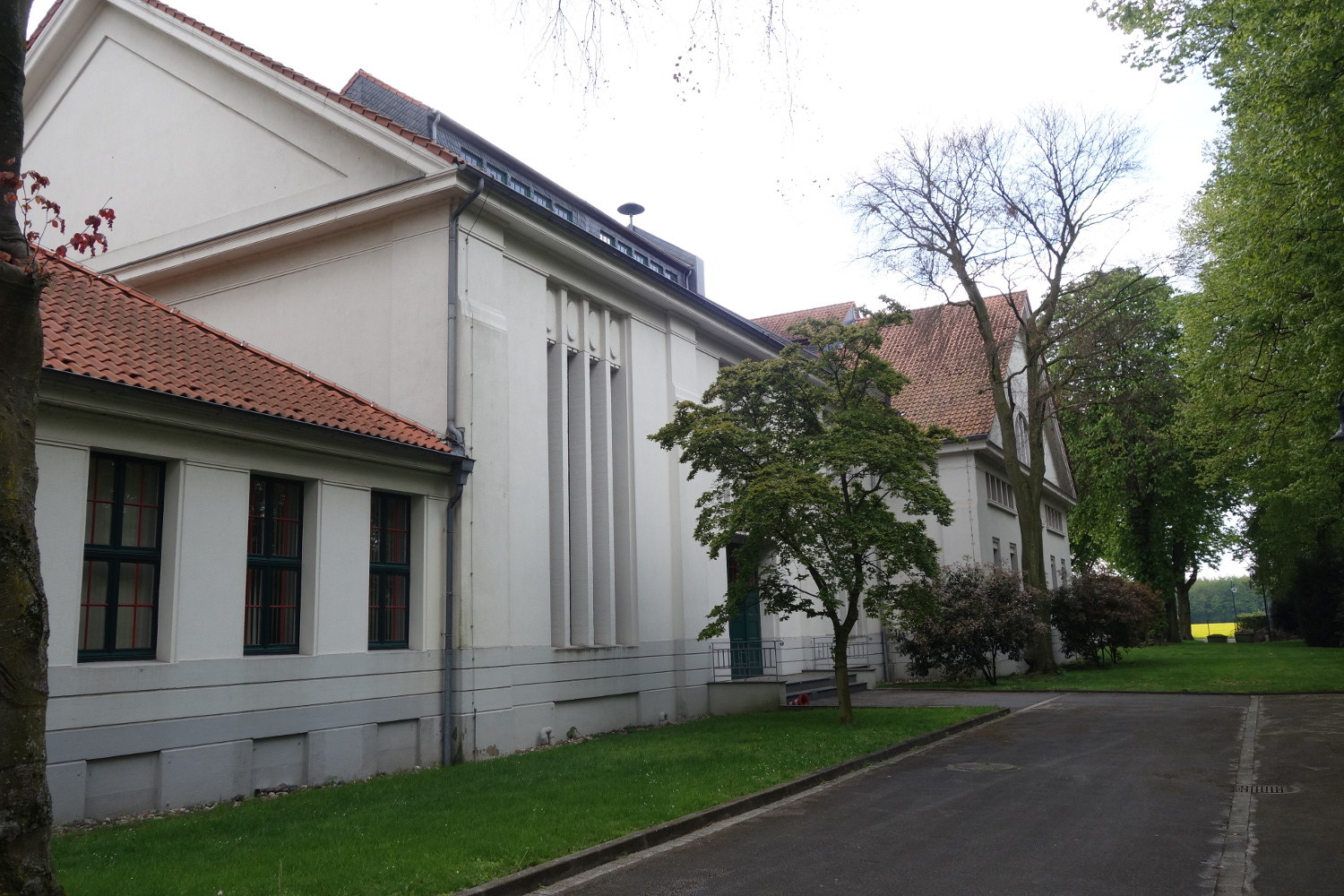
Maschinenhalle, Westseite
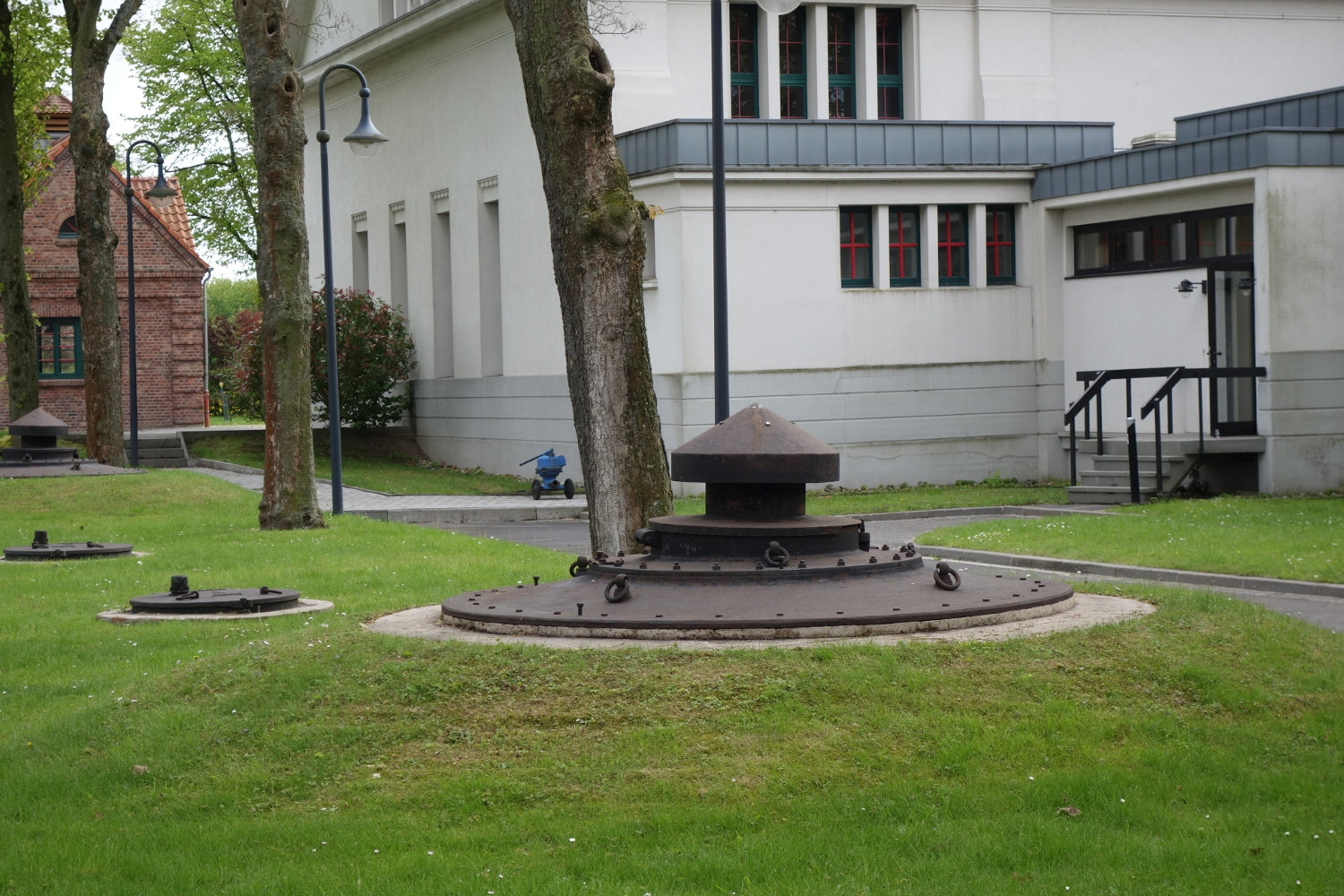
Brunnen
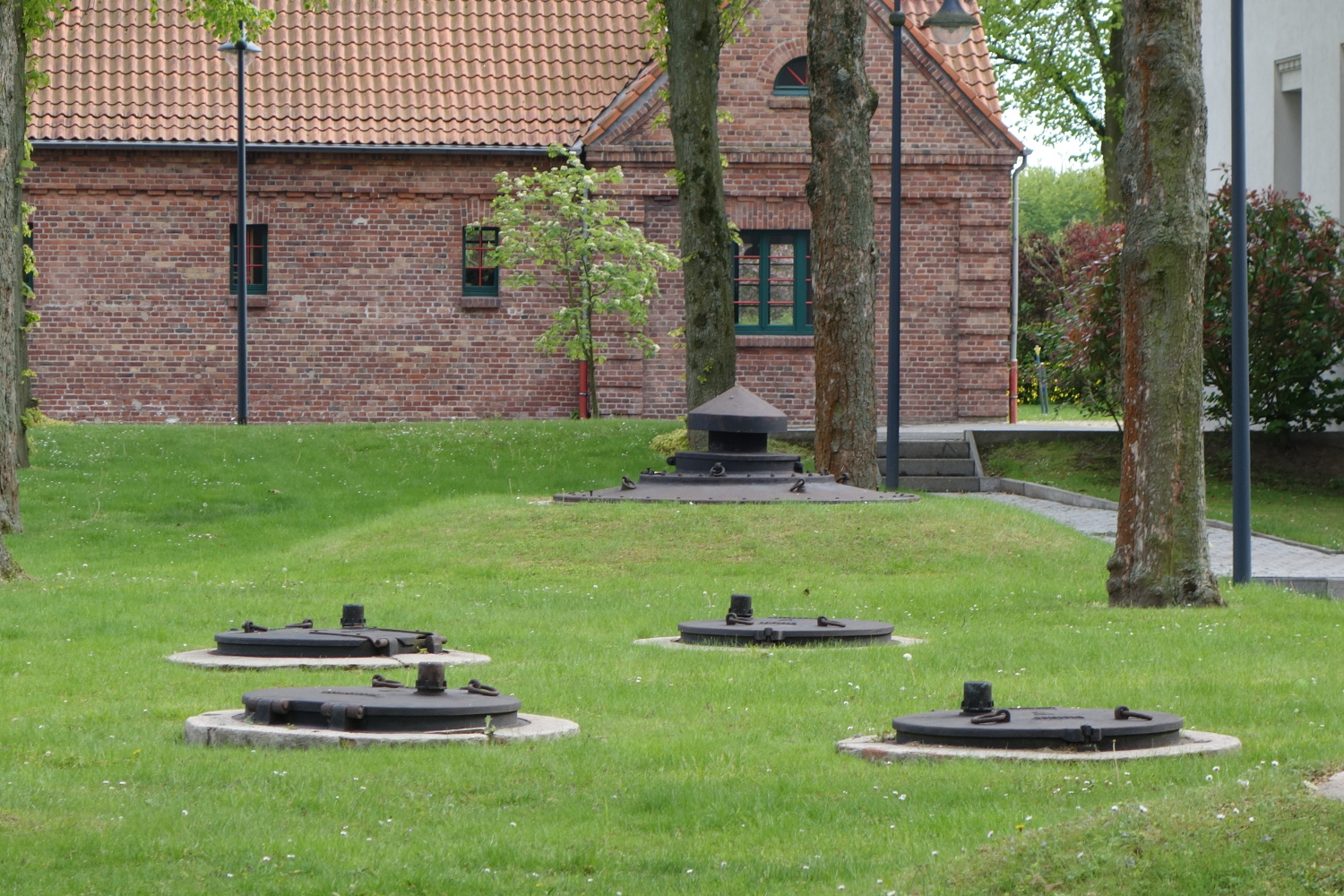
Brunnen
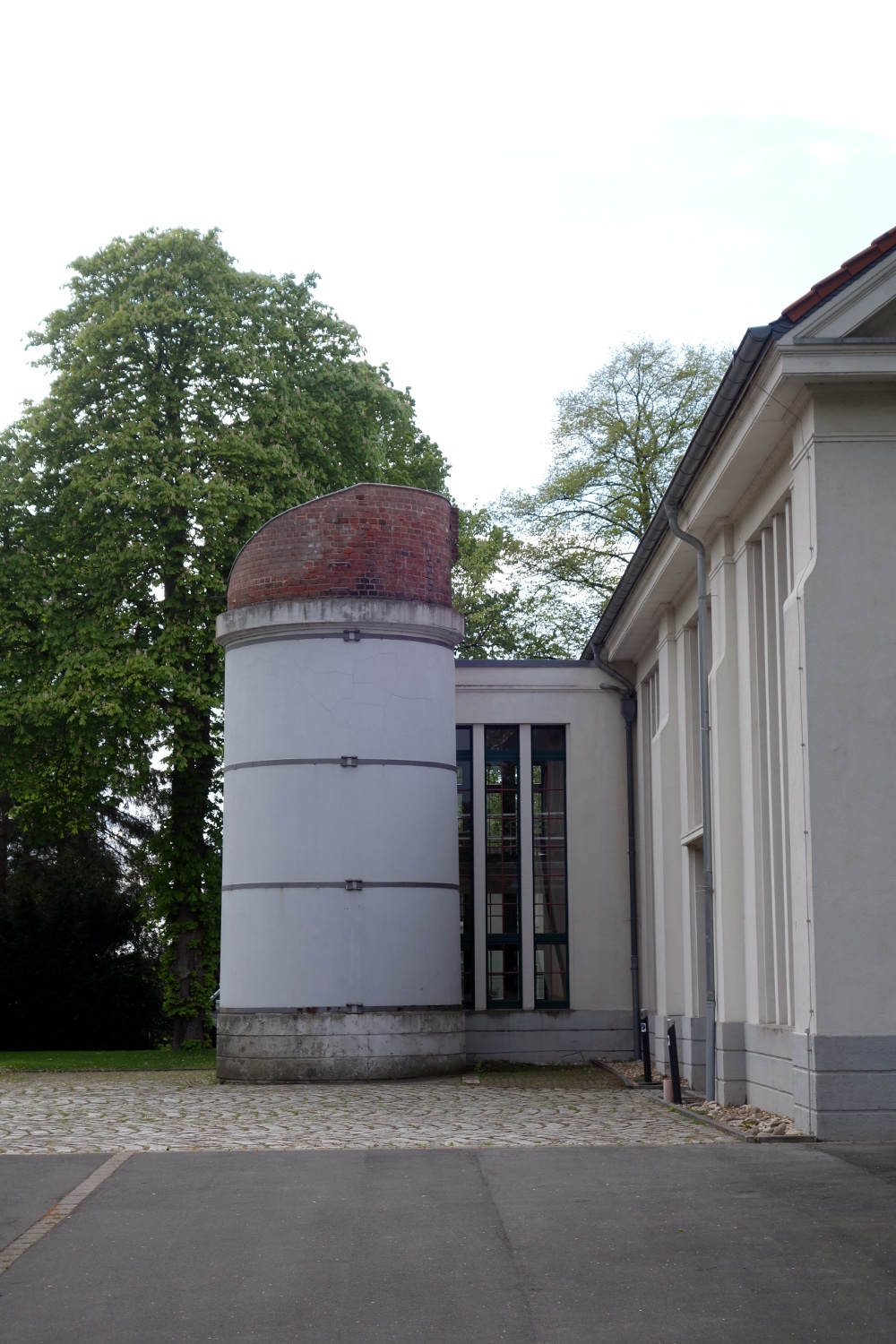
Neben dem Kesselhaus
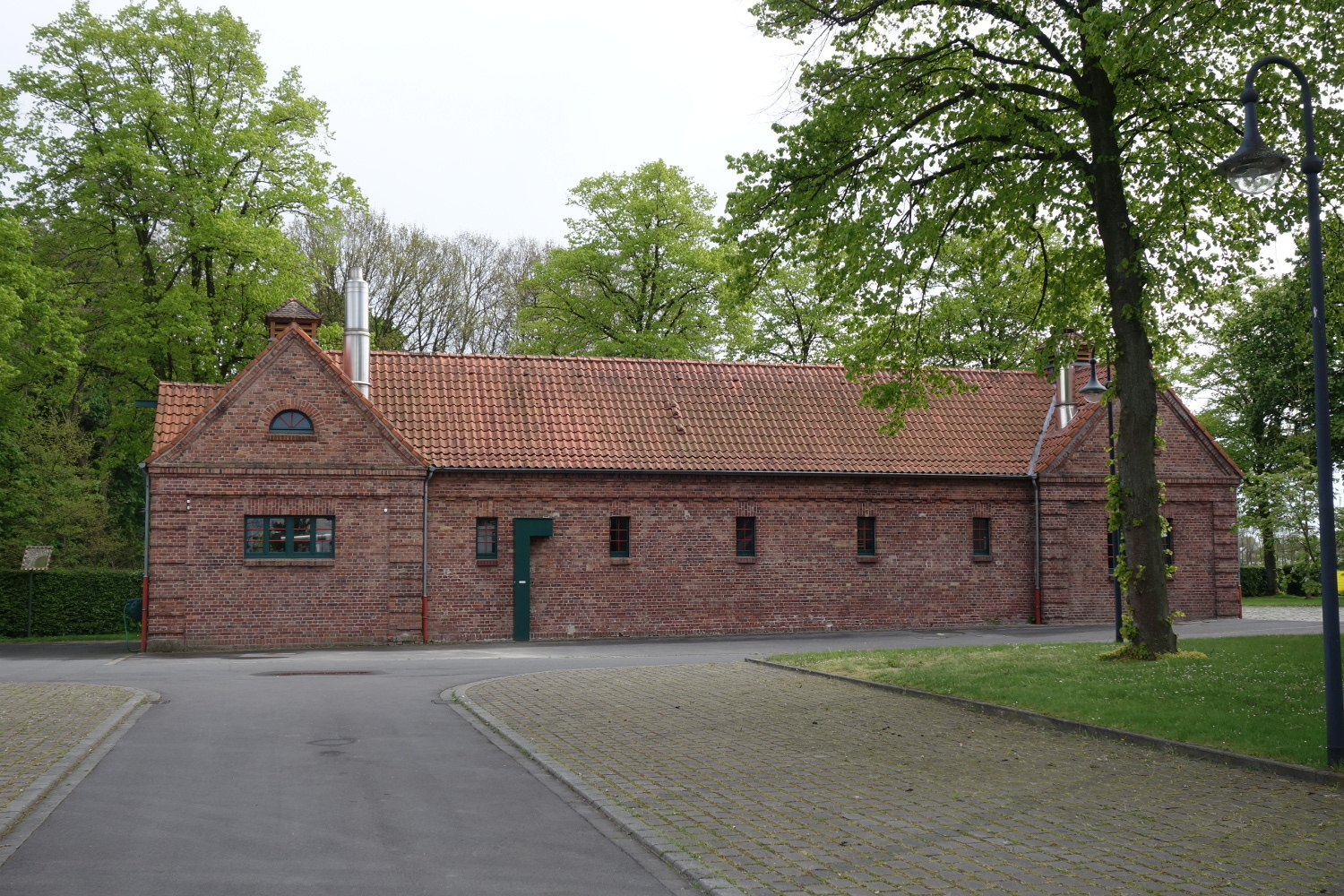
Gebäude auf dem Gelände
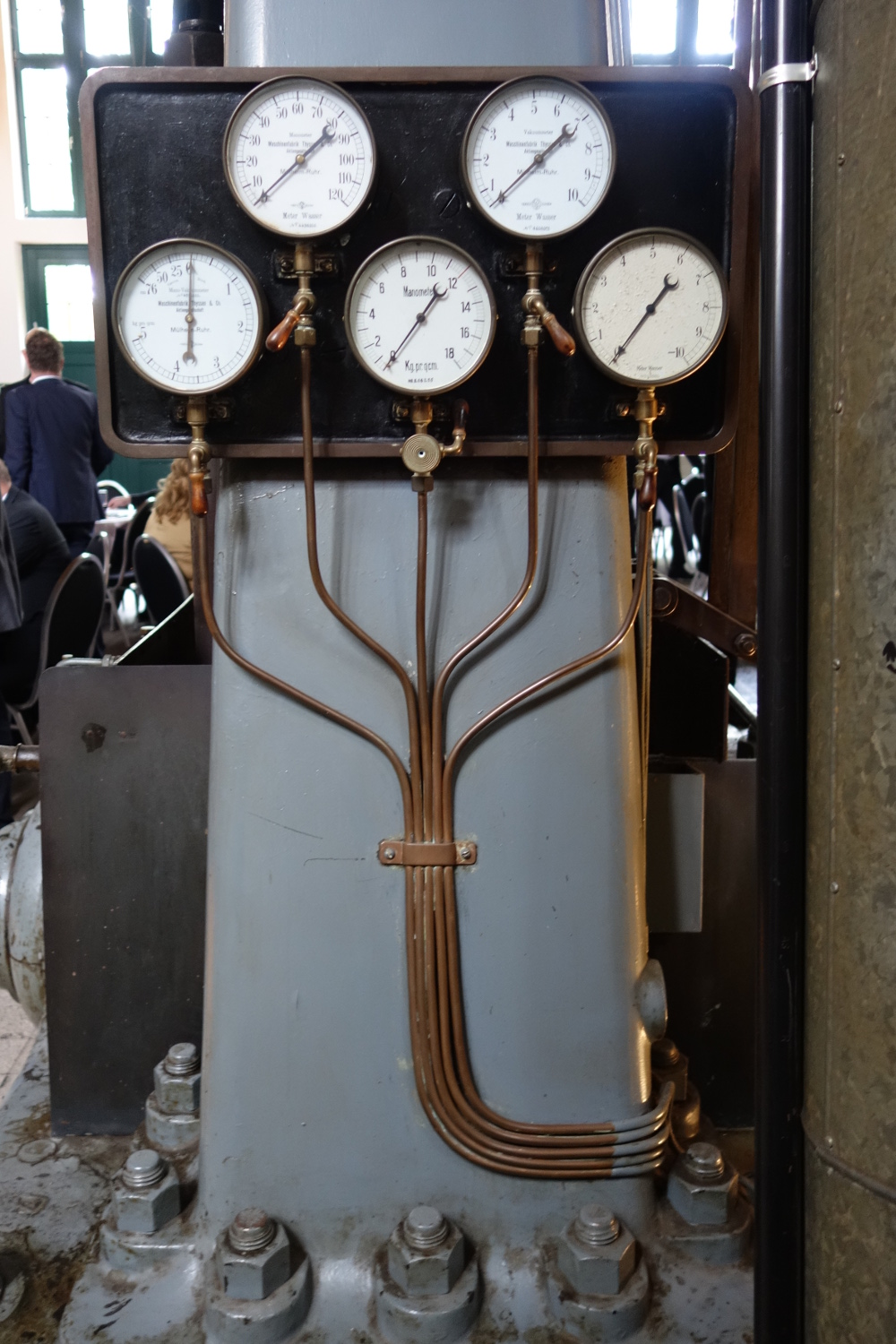
Maschine 1 – Armaturen
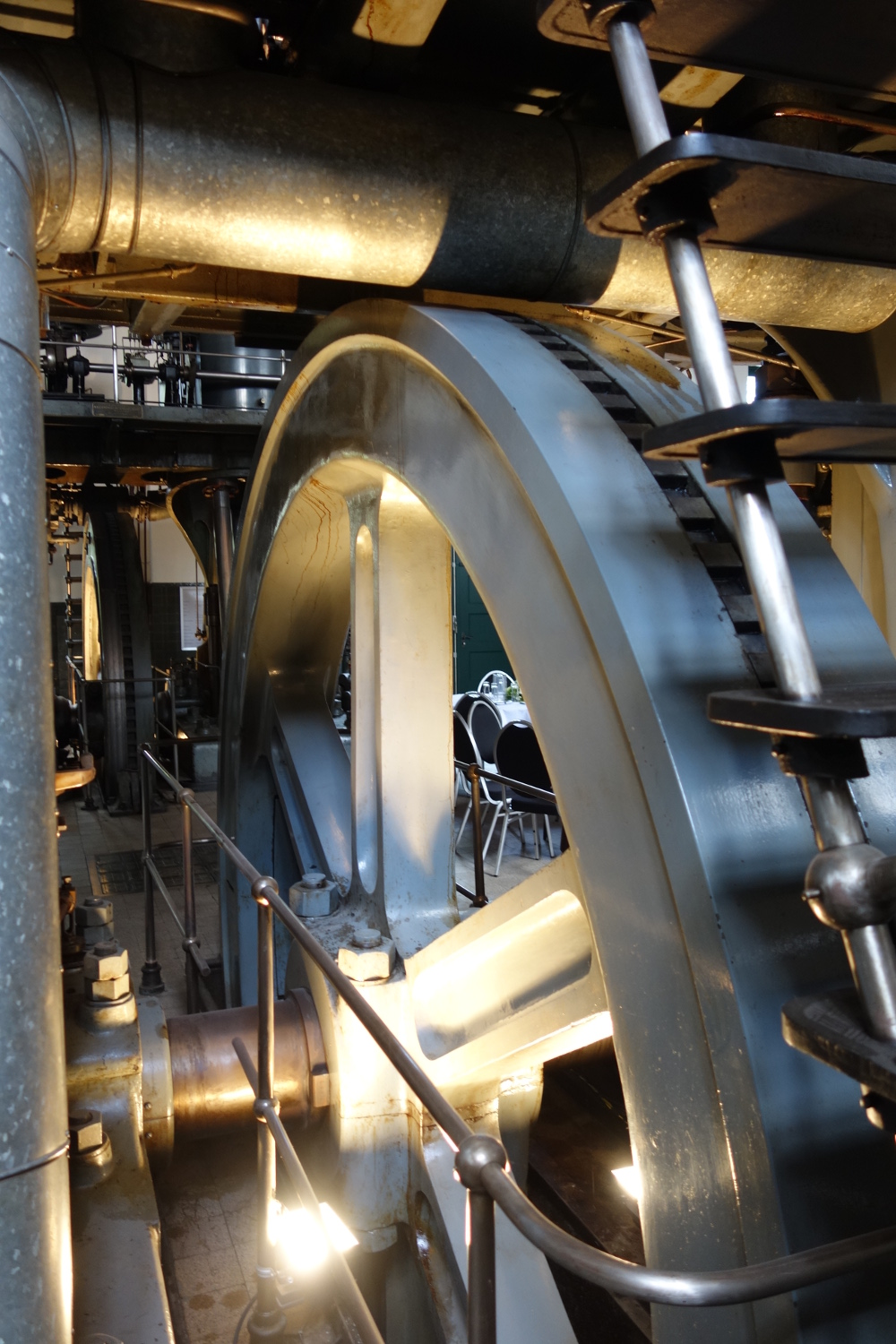
Maschine 2
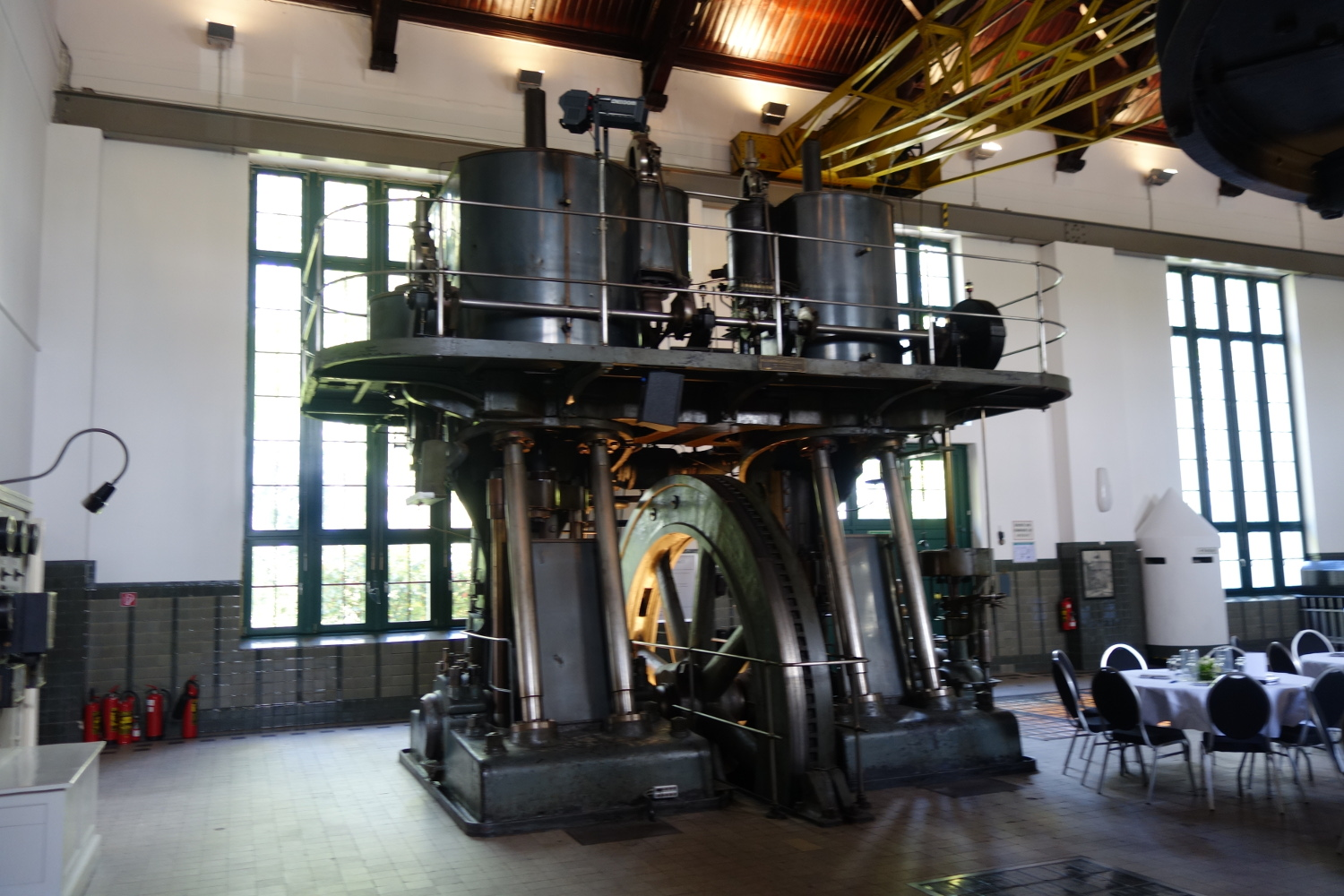
Maschine 3
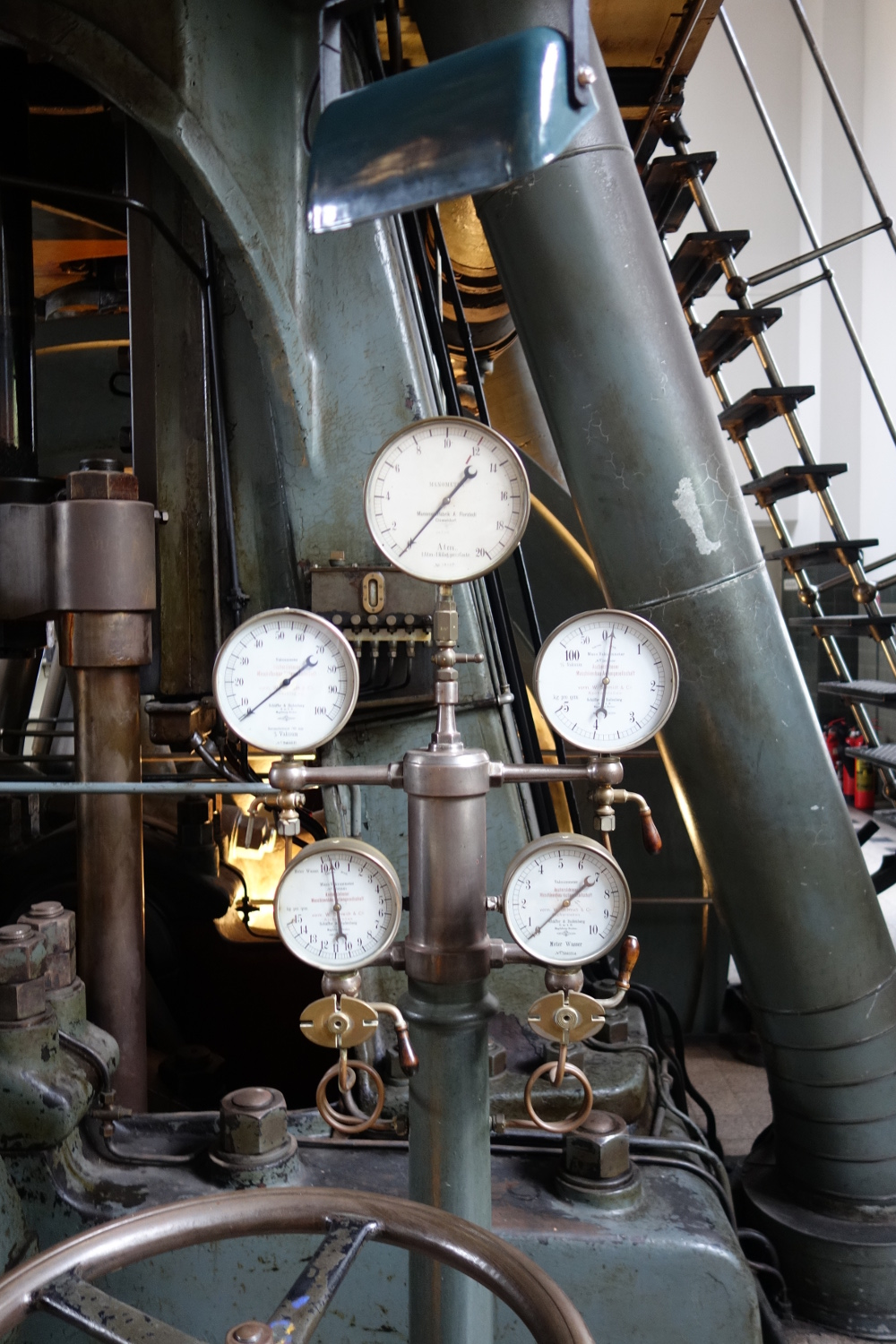
Maschine 3 – Armaturen
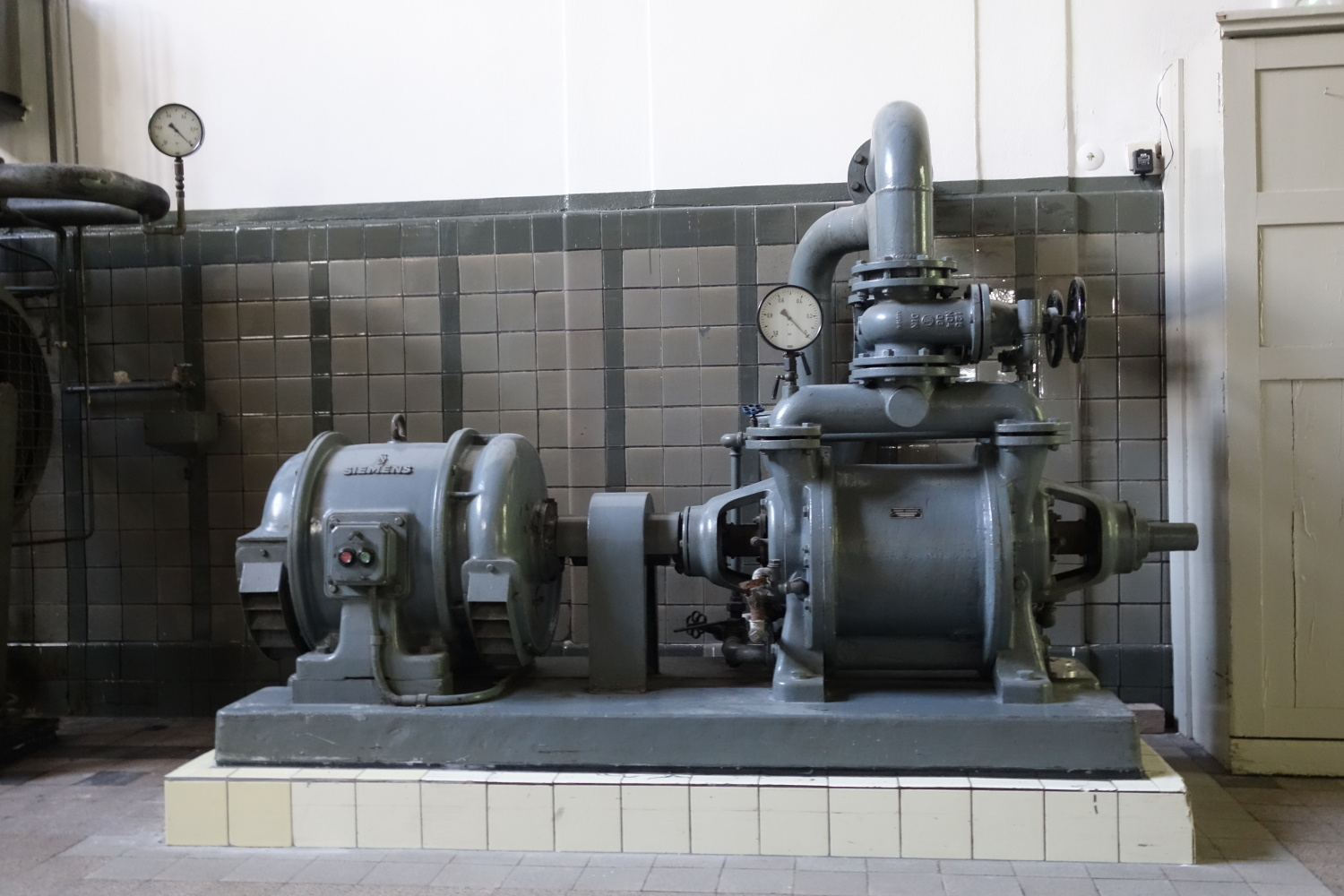
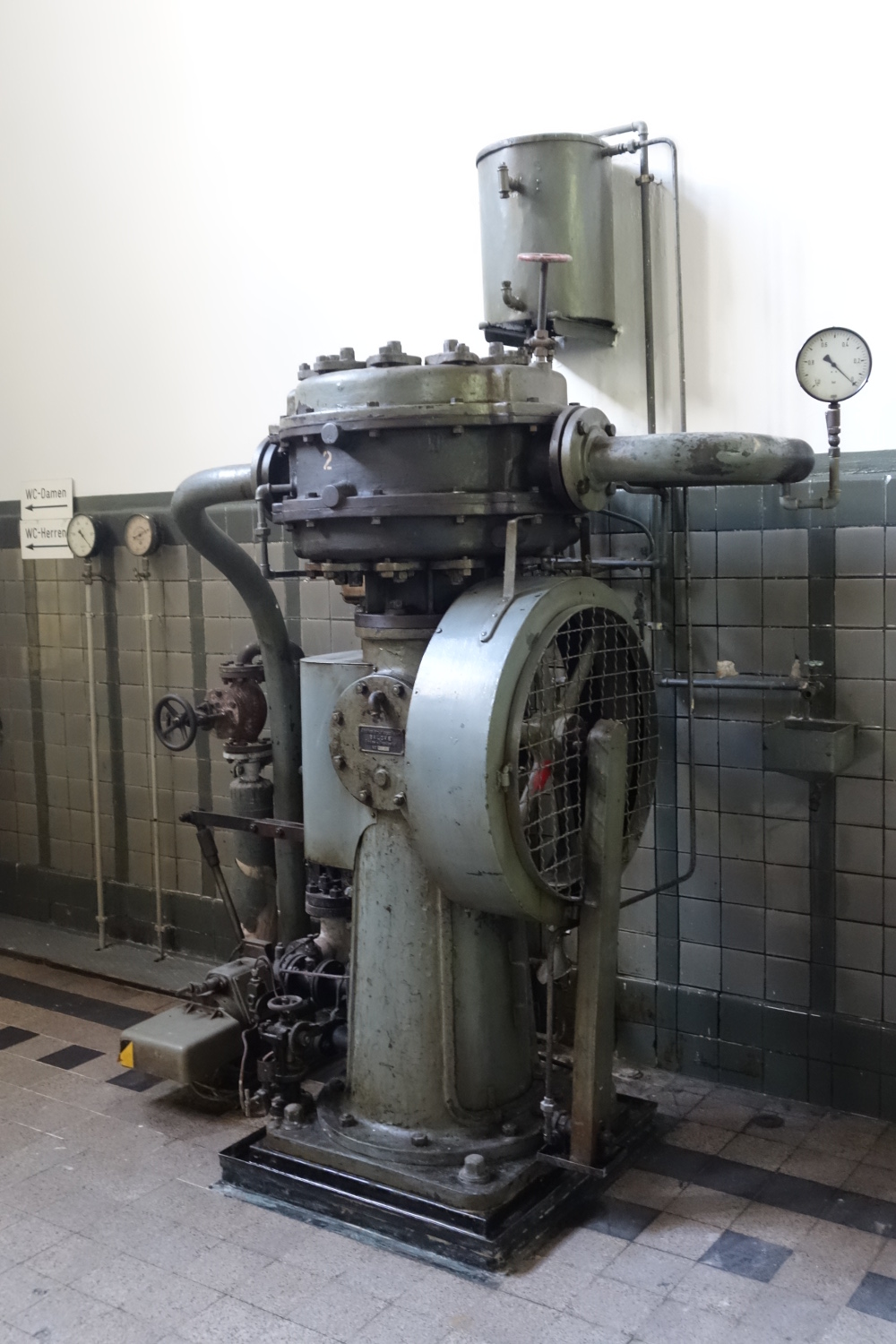
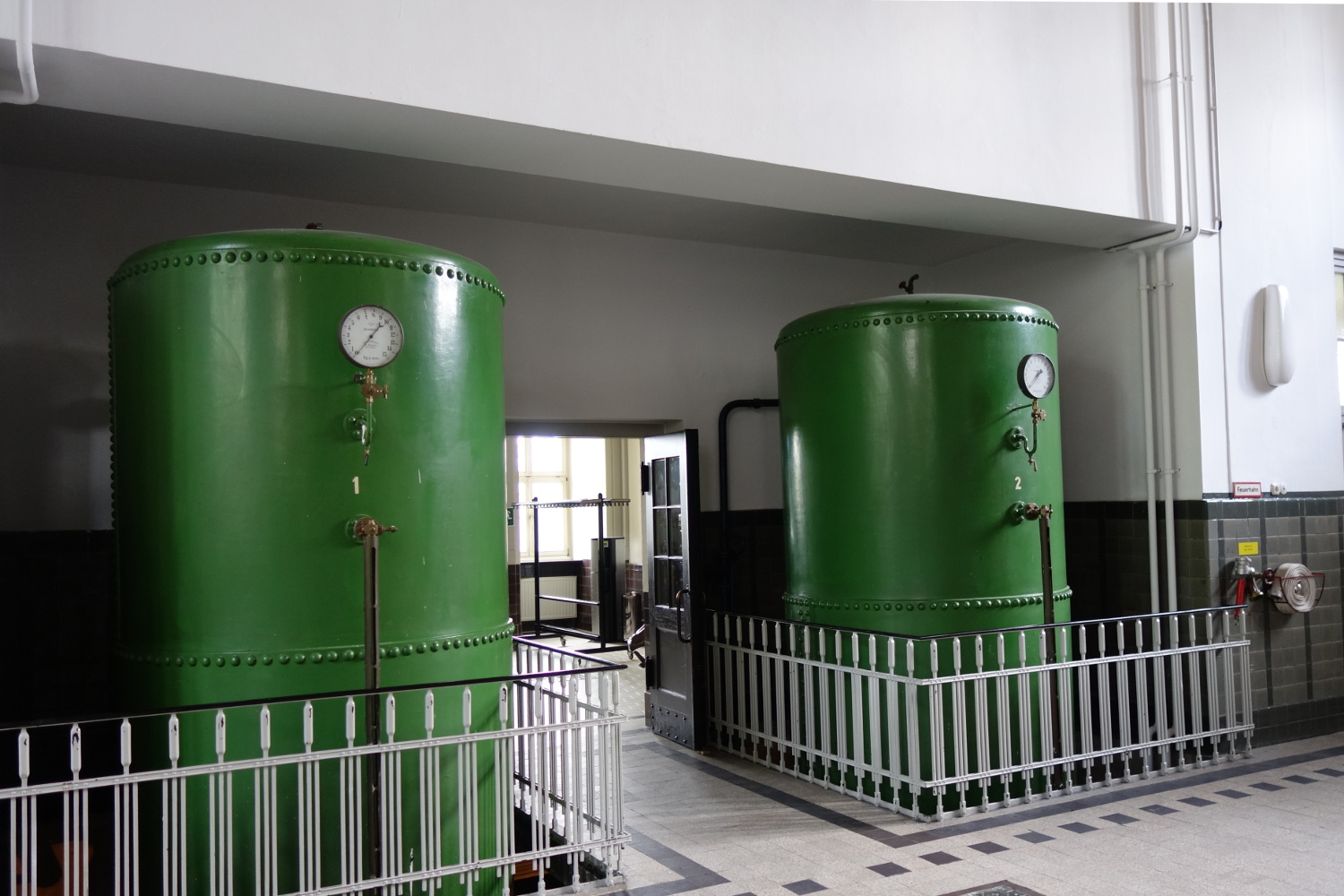
Dampfspeicher
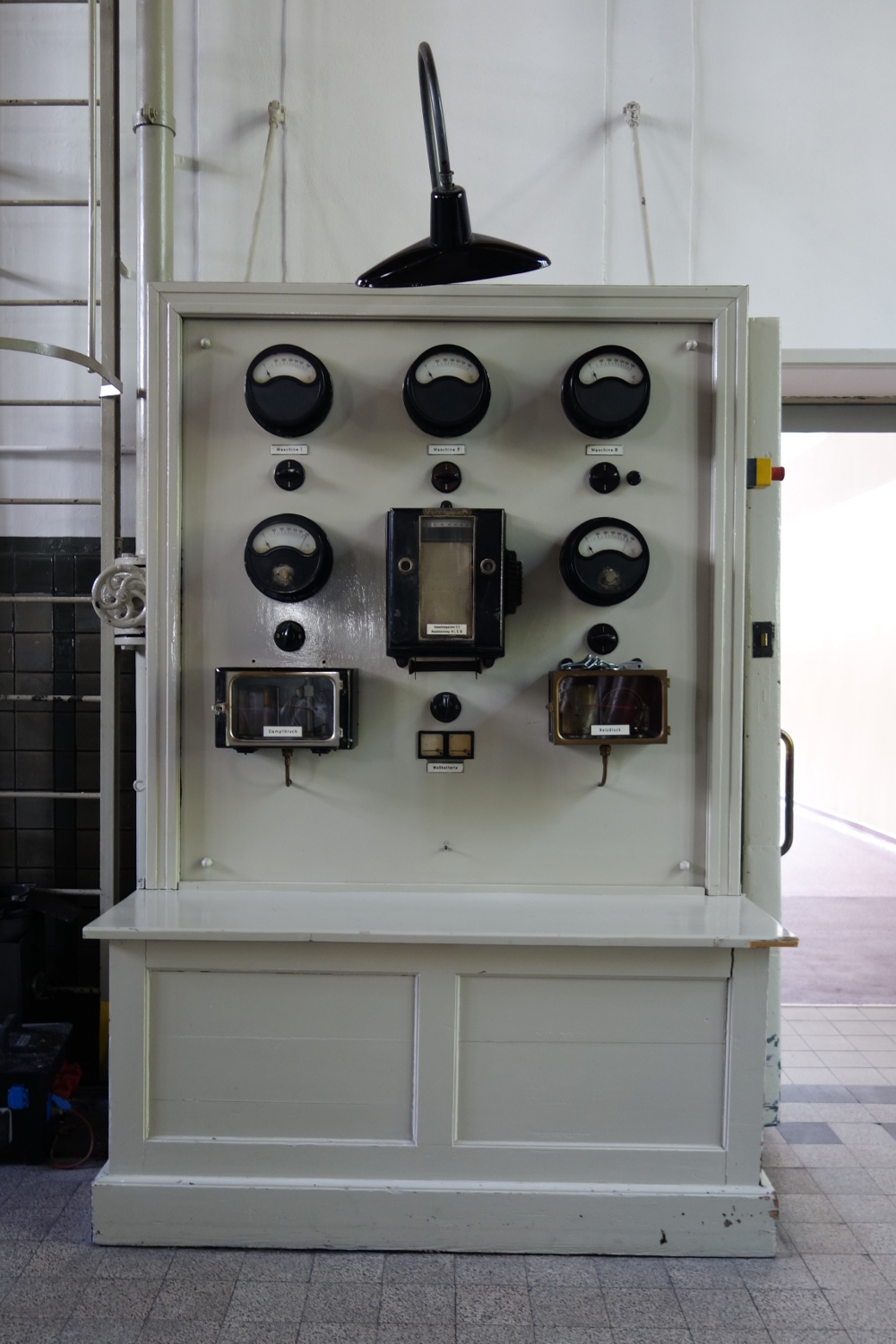
Schalttafel
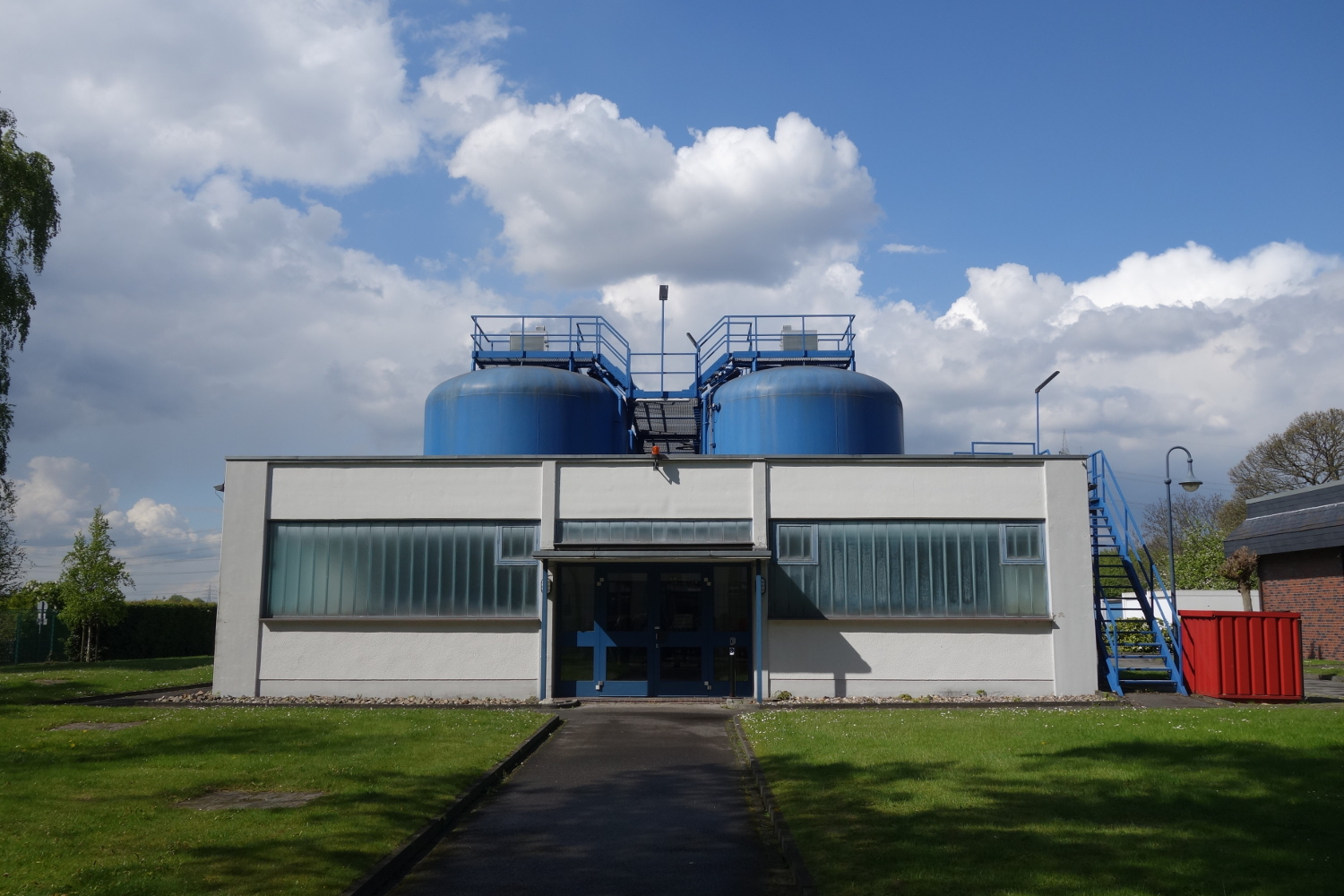
Das moderne Wasserwerk